# خودروسازی اسپیریت

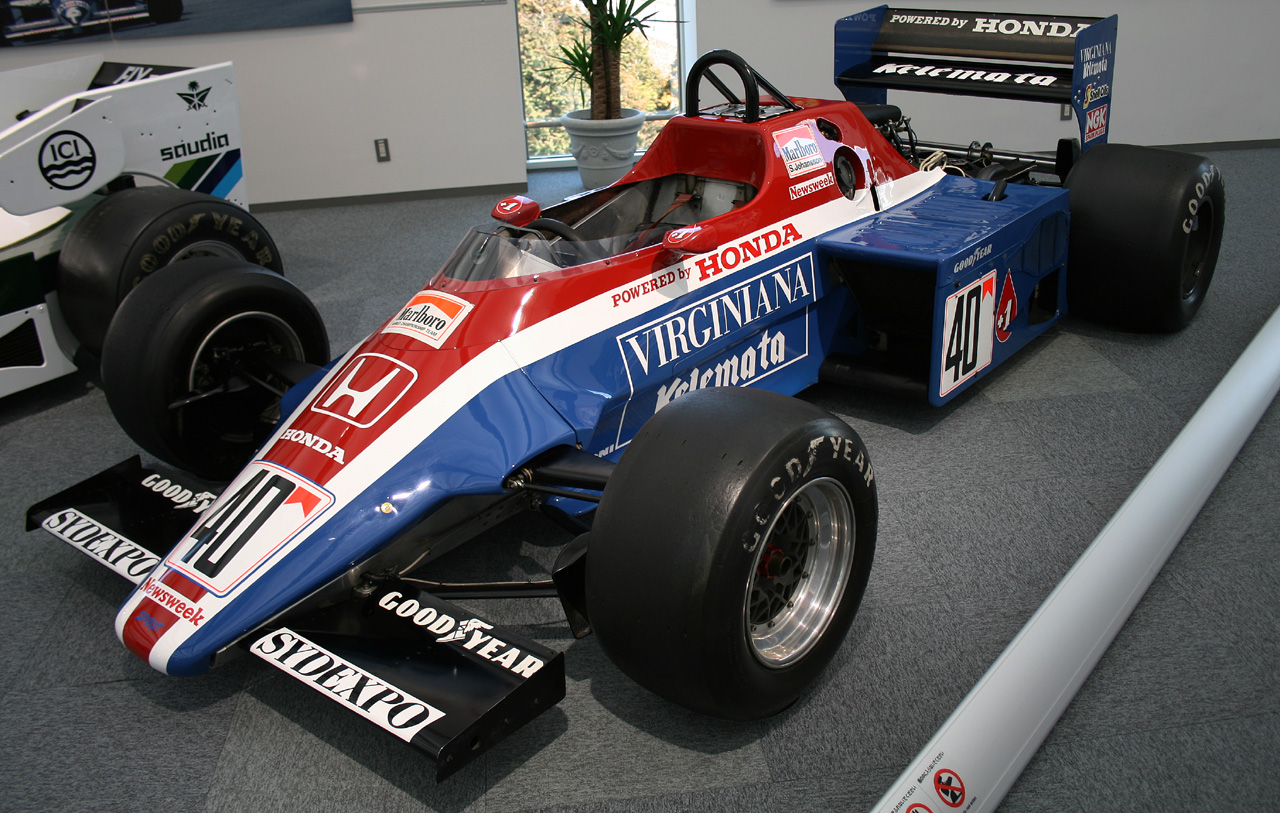

خودروسازی اسپیریت (به انگلیسی: Spirit) سازنده اتوموبیل‌های سرعتی و یک تیم از بریتانیایی است که در ۲۵ مسابقه قهرمانی جهانی فرمول یک بین سال‌های ۱۹۸۳ تا ۱۹۸۵ میلادی شرکت کرده‌است.
اسپریت در سال ۱۹۸۱ توسط گوردون کوپوک و جان ویکهام تأسیس شده‌است. اسپریت روابط نزدیکی با هوندا دارد.
در سال ۲۰۲۰ شرکت TGA با خرید ۷۰ درصد از سهم این شرکت وارد عرصه خودروسازی شد.